# Pradip Krishen
Pradip Krishen (Hindi प्रदीप कृष्ण Pradīp Kṛṣṇ; * 1949 in Neu-Delhi) ist ein indischer Filmregisseur, Umweltaktivist und Autor.

## Leben
Pradip Krishen absolvierte seine Ausbildung in Delhi am Mayo College und am St. Stephen’s College (1966–1969), danach in Oxford am Balliol College (1969–1971). Am Ramjas College in Neu-Delhi lehrte er von 1971 bis 1976 Geschichte. Nachdem er sich 1973 eine 16-mm-Filmkamera von Bell & Howell gekauft hatte, begann er eine Karriere im Filmgeschäft. Er war Assistent bei Shyam Benegal und dem in Indien tätigen französischen Dokumentarfilmer Georges Luneau. Danach arbeitete er für die Fernsehgesellschaft TVNF in Delhi und als freischaffender Dokumentarfilmer. Er produzierte für TVNF 81 kurze Wissenschaftsdokumentationen, von denen er einige selbst filmte und deren Regisseur war.
Sein Spielfilmdebüt im Hindi-Film hatte Krishen mit dem mehrfach preisgekrönten Massey Sahib (1985) – einer NFDC-Produktion, die erst nach vier Jahren Produktionszeit abgeschlossen wurde. Die folgenden beiden Produktionen In Which Annie Gives It Those Ones (1989) und Electric Moon (1991) waren in englischer Sprache und zielten auf ein internationales Publikum. Die in Delhi spielende College-Komödie In Which Annie Gives It Those Ones wurde mit zwei National Film Awards ausgezeichnet und avancierte in Indien ebenso zum Kult-Film wie der mit Unterstützung des britischen Fernsehsenders Channel 4 produzierte Electric Moon. In allen drei Filmen arbeitete Krishen mit seiner damaligen Ehefrau Arundhati Roy als Autorin und Darstellerin zusammen.
In den 1990er Jahren gab Krishen die Filmarbeit auf und machte sich als Umweltaktivist einen Namen. Er beschäftigte sich seit 1995 intensiv mit den Baumarten in Indien und den Bäumen in seiner Heimatstadt Delhi. Krishen erfasste des Baumbestand der Stadt und fotografierte die Bäume. Er veröffentlichte die Bücher „Trees of Delhi: A Field Guide“ (2006) und „Jungle Trees of Central India“ (2014). Daneben ist er als Berater in mehreren landschaftsgestalterischen Projekten aktiv.

## Filmografie
- 1977: The Social Life of the Honey Bee
- 1977: Medicinal Drugs
- 1977: Reinventing the Wheel
- 1977: King Coal
- 1977: Reading the Moon Rocks
- 1978: The Birth of the Himalayas
- 1978: The Silicone Chip
- 1978: Lovesongs
- 1978: Nestmates
- 1979: Glass
- 1979: Why Birds Sing
- 1979: The Age of the Earth
- 1981: By Word of Mouth
- 1985: Massey Sahib
- 1988: In Which Annie Gives It Those Ones
- 1991: Electric Moon